# 22 (pjesma Taylor Swift)
"22" je pjesma američke kantautorice Taylor Swift, s njenog četvrtog studijskog albuma Red (2012.). Napisala ju je Swift zajedno s Maxom Martinom i Shellbackom. Pjesma je objavljena kao četvrti singl albuma 12. ožujka 2013. Tekstovi opisuju radosti dvadestedvogodišnjakinje.
Pjesma je dosegnula broj 20 na Billboardovoj Hot 100 ljestvici u Sjedinjenim Državama, čime je postala šesta pjesma iz Reda koja se našla među prvih dvadesst u zemlji.

## O pjesmi i glazbenom spotu
Nakon što je napisala svoj treći studijski album Speak Now (2010.) u potpunosti sama, Swift je odlučiola surađivati s različitim tekstopiscima i producentima za Red. Tako je nazvala Maxa Martina i Shellbeka, dvojicu tekstopisaca i producenata kojima se divila, kako bi razgovarali o mogućoj suradnji. Rekla je za Billboard magazin: "Za mene je 22 godina bila moja najdraža godina u životu. Volim sve mogućnosti kako još uvijek učiš, ali znaš dovoljno. Još uvijek ne znaš ništa, ali znaš da ne znaš ništa."
"22" je pop pjesma koja traje tri minute i 52 sekunde, uglavnom popraćena dvostrukom akustičnom gitarom, prikazujući utjecaj country popa. Pjesma je napisana u G-duru s tempom od 104 otkucaja u minuti. Pjesmu je napisala Swift, zajedno s Maxom Martinom i Shellbackom.

## Zasluge i osoblje
Prilagođeno prema bilješkama sa albuma Red . 
- Taylor Swift – vokal, tekstopisac, akustična gitara
- Max Martin – producent, tekstopisac, klavijature
- Shellback – producent, tekstopisac, akustična gitara, električna gitara, klavijature, bas, programiranje
- Tom Coyne – mastering
- Eric Eylands – pomoćnik snimanja
- Şerban Ghenea – miksanje
- John Hanes – inženjer
- Sam Holland – snimka
- Michael Ilbert – snimka
- Tim Roberts – asistent miksanja

## Ljestvice
| Ljestvice                  | Najviša pozicija |
| -------------------------- | ---------------- |
| Australija                 | 21               |
| Belgija                    | 3                |
| Brazil                     | 28               |
| Češka                      | 100              |
| Europa                     | 18               |
| Francuska                  | 155              |
| Irska                      | 12               |
| Izrael                     | 3                |
| Kanada                     | 11               |
| Libanon                    | 14               |
| Nizozemska                 | 7                |
| Novi Zeland                | 23               |
| Sjedinjene Američke Države | 9                |
| Slovačka                   | 36               |
| Ujedinjeno Kraljevstvo     | 9                |

## "22 (Taylor's Version)"
Swift je ponovno snimila "22" za svoj drugi ponovno snimljeni album, Red (Taylor's Version). Objavila je isječak presnimljene pjesme pod nazivom "22 (Taylor's Version)" na svom Instagramu 5. kolovoza 2021. Album je objavio Republic Records 12. studenog 2021.; to je dio Swiftina poteza da preuzme vlasništvo nad svojim master snimkama nakon javnog spora s njezinom bivšom izdavačkom kućom Big Machine i talent menadžerom Scooterom Braunom.
"22 (Taylor's Version)" producirali su Swift, Shellback i Christopher Rowe. U recenzijama albuma, neki su kritičari primijetili da je "22" jedna od Swiftinih najboljih pop pjesama, a Olivia Horn iz Pitchforka smatrala ju je jednim od svojih "velikih remek-djela". U časopisu Slant, Jonathan Keefe komentirao je da, iako se verzija iz 2012. nije razlikovala od glazbe drugih pop zvijezda toga doba, presnimljena verzija iz 2021. poboljšana je čežnjivim tonom.
"22 (Taylor's Version)" dospio je među 40 najboljih ljestvica singlova u Australiji, Kanadi i Singapuru. Dospio je na 52. mjesto na US Billboard Hot 100 i na 30. mjesto na Billboard Global 200.

### Zasluge
Prilagođeno prema bilješkama sa albuma Red (Taylor's Version). 
- Taylor Swift – glavni vokal, prateći vokal, tekstopisac, producent
- Christopher Rowe – producent, glavni inženjer vokala
- Shellback – producent, tekstopisac
- Max Martin – tekstopisac
- Dan Burns – dodatno programiranje, dodatni inženjer
- Matt Billingslea – bubnjevi
- Bryce Bordone – inženjer
- Derek Garten – inženjer, urednik
- Şerban Ghenea – mikser
- Max Bernstein – sintisajzeri
- Mike Meadows – akustična gitara, sintisajzeri
- Amos Heller – bas gitara, bas sintisajzer
- Paul Sidoti – električna gitara

### Ljestvice
| Ljestvice                  | Najviša pozicija |
| -------------------------- | ---------------- |
| Australija                 | 27               |
| Kanada                     | 33               |
| Novi Zeland                | 36               |
| Portugal                   | 151              |
| Sjedinjene Američke Države | 52               |
| Ujedinjeno Kraljevstvo     | 49               |